# Lenhossék Mihály Ignác
Lenhossék Mihály Ignác, Linoschegg (Pozsony, 1773. május 11. – Buda, 1840. február 12.) orvosdoktor, egyetemi tanár, Magyarország főorvosa s helytartósági tanácsos. Fia Lenhossék József (1818–1888) orvos, anatómus, antropológus, unokája Lenhossék Mihály (1863–1937) orvos, dédunokája Szent-Györgyi Albert (1893–1986) Nobel-díjas tudós.

## Élete
Linoschegg Ferenc asztalosmester és Zallinger Magdolna fia. Szegény szülei a jezsuitákhoz adták fiukat, hol eleinte inasi teendőket végzett; de a jezsuiták csakhamar felismerve jeles képességeit, módot nyújtottak neki arra, hogy a gimnáziumot elvégezhesse; és a bölcseleti tanfolyamot is Pozsonyban (a jezsuitáktól kiállított érettségi bizonyítványon Linoschegg családi neve helyett már Lenhossék van írva). Az orvosi tanfolyamot nélkülözések közt a bécsi és pesti egyetemen hallgatta, ahol 1799. augusztus 16-án orvosdoktorrá avatták. Pozsonyi és bécsi tartózkodása folytán magyarul rosszul tudott, magánérintkezésben a németet, szakmai munkásságában a németet és latint használta szóban és írásban is. Jegyzeteit, naplóit és leveleit fiához németül írta. Doktorrá avattatása után nemsokára Esztergom megye főorvosává választották. 1808. november 29-én a pesti egyetemen az élettan és a bonctan tanára lett és még az év szeptember 2-án magyar nemességet nyert.
1809-ben és 1815-ben az orvosi kar dékánja volt két-két évig, 1817-ben rektorrá választották. Akkor szakmailag olyan nagyra értékelték, hogy 1818-ban a bécsi egyetemre az élettani és a bonctani tanszékre hívták meg, és az állást el is foglalta. 1825-ben az a kitüntetés érte, hogy Magyarország országos főorvosának (protomedikus) és helytartótanácsosnak, valamint a pesti egyetemen az orvos-sebésztudományi kar igazgatójának és a magyarországi orvosi tanítás vezetőjének nevezték ki. 1823-ban kapta a svéd Vasa-rendet. Akkor orvosi gyakorlattal is foglalkozott; Budán lakott a várban és tekintélyes állásának megfelelő házat vitt, előkelő körökben forgott, egyebek között Széchenyi István grófnak házi orvosa és barátja volt. Jelentékeny érdeme volt abban, hogy Magyarországon a himlőoltást bevezették. Több tudós társaság rendes és tiszteletbeli tagja (ezek közt a szentpétervári, nápolyi, berlini, göttingeni és más orvosi akadémiák), Esztergom, Somogy és Pest megyék táblabírája volt.
Az azóta felszámolt Tabáni temetőbe temették.

## Cikkei
Cikkei többnyire német nyelvű lapokban, német nyelven jelentek meg:
- Zeitschrift von und für Ungern és
- Med. Chir. Zeitung, Salzburg (1802. II. Beiträge zur Geschichte der Schutzpocken in Ungarn. Ueber die Verbreitung der Kuhpocken im Graner Comitate, a salzburgi Med. Chir. Zeitung, Salzburg)
- Med. Chir Zeitung (Salzburg, 1802. II. Nachricht über die Kuhpockenimpfung in Ungarn überhaupt, und im Graner Comitate insbesondere, 1816. An die Physiologen des neunzehnten Jahrhunderts)
- Patriotisches Wochenblatt für Ungernben (1804. Kurze Nachricht über das Graner Bitterwasser);
- Tudom. Gyűjtemény (1817. X. Az állati magnetizmus rövid rajzolatja)
- Med. Jahrbücher, Wien (1819. V. Über die Bewegungssinne, als Beitrag zur Sinneslehre, Beschreibung einer menschlichen Missgeburt, bei welcher das ganze Muskelsystem mangelt, nebst einigen physiologischen Bemerkungen, rajzzal
  - VI. Nachricth von einem menschlichen Fötus, der mit einem Bauchbruche, in welchem das Herz, die Leber und der grösste Theil des Dünndarms enthalten waren, geboren wurde,
  - Nachricht von einigen menschlichen Doppelmissigeburten, nebst kurzen physiologischen Bemerkungen über ähnliche Monstruositäten, 3 tábla rézmetszettel
  - Geschichte einer bei einem Mädchen ungewöhnlichen Entwickelung,
  - Ein unbestimmter, wahrscheinlich durch eine giftige Schminke bewirkter Todesfall, N. F. 1822.
  - I. Summarische Übersicht des gegenwärtigen Standes des Studiums der Heilwissenschaft in dem k. k. österr. Staate überhaupt, und an der hohen Schule zu Wien insbesondere, Einige Bemerkungen über die Wuthkrankheit,
  - Eine durch Polycholie entstandene und beseitigte Dämonomanie,
  - III. Ein anhaltender Druck auf das verlängerte Mark hemmt die Entwickelung des Körpers und die Geschlechtsreife bei einem jungen Menschen,
  - Kurze Überischt des Fortganges der Kuhpockenimpfung im Königreiche Ungarn bis zu Ende des Jahres 1823)
- Beobachtungen und Abhandlungen aus dem Gebiete der gesammten praktischen Heilkunde von österr. Aerzten, Wien évkönyben (1821. II. Beschreibung zweier merkwürdigen Fälle von Schwangerschaft in der fallopischen Trompete nebst einigen Bemerkungen über die Ursachen, Symptome und Ausgänge solcher Schwangerschaften, 1 rézmetszetű tábla rajzzal
- III. 1823. Eine, bei einer erwachsenen Person beobachtete Erweichung und Zerreissung des Magengrundes, nebst physiologisch-pathologisichen Bemerkungen, IV. 1824
- Praktische Bemerkungen über die ausgezeichnete Wirkung der atropa belladonna in dynamischen Krankheiten des Gangliensystems und seiner Halbleiter, vorzüglich in den Affectionen der Zwerchfell und Lungennerven, V. 1826
- Das Equisetum, als eines der vorzüglichsten diuretischen Mittel empfohlen)
- Rheinische Jahrbücher für Medicin und Chirurgie c. folyóiratban (1821. III. Beschreibung einer menschlichen Missgeburt mit einem Auge, 1 rézm. tábla rajzzal)
- Topographisches Archiv (I. 1821. Das Graner Bitterwaser)
- Társalkodó (1835. 68., 69. sz. Marhadög és gyógyításmódja, néhány jegyzés)

## További munkái
- Untersuchungen über Leidenschaften als Ursachen der Krankheiten. Pest, 1804. (Ism. Zeitschrift von und für Ungern VI. 1804. 118. 1.)
- Introductio in methologiam physiologiae corporis humani. Uo. 1808 (Bécs, 1810)
- Alexio Ágoston chirurgiae doktori et in reg. scient. univ. Hungarica artis obstetriciae et ophthalmoiatriae publico ordinario professori, regni Hungariae oculistae XV. Kalend. Nov. 1809. porrecto exequias solvit. Uo. 1810
- Physiologia medicinalis. Uo. 1816. és 1818. Öt kötet. Czímképpel és 1 tábla rajzzal
- Institutiones physiologiae organismi humani usui academico accomodatae. Viannae, 1822. Két kötet.
- Die Religion und Arzneikunde in ihren wechselseitigen Beziehungen, dargestellt von Antonio Scotti. Mit einer Vorrede und einigen Bemerkungen nach dem Itatienischen herausgegeben. Wien, 1824
- Darstellung des menschlichen Gemüths in seinen Beziehungen zum geistigen und leiblichen Leben. Für Aerzte und Nichtärzte höherer Bildung. Uo. 1824-25 Két kötet (2. kiadás Uo. 1834)
- Observanda circa febrim scarlatinam. Budae, 1826
- Anweisung für die in den k. Freistädten des Königreichs Ungarn bestellten Todtenbeschauer. Ofen, 1827 (Magyar nyelvre is lefordíttatott, latinul Uo. 1828)
- Summa praeceptorum in administrando variolae vaccinae negotio per regnum Hungariae observandorum, quam altiore jussu concinnavit. Uo. 1829. Táblázattal
- Institutio circa medicolegalem cadaverum humanorum investigationem pro physicis, medicis, et chirurgis regni Hungariae. Uo. 1829 (Magyarul és németül: Uo. 1829)
- Taxa medicamentorum pro regno Hungariae. Uo. 1829
- Diatribe de recta morum ratione, ut summo tuendae valetudinis praesidio, civibus academicis die 27. Junii 1830. dicavit Uo. 1830
- Animadversiones circa curandam choleram orientalem et alias epidemicos morbos in regno Hungariae nunc vigentes, secundum captas hactenus observationes exaratae. Uo. 1831. (Magyarul, németül, Pest, 1831. olaszul Padova 1831. és németül, olaszul Innsbruck, 1831)
- Instructio de lue pecorum pro dominiis chirurgisque. Budae, 1836
- Die Wuthkrankheit, nach bisherigen Beobachtungen und neuren Erfahrungen pathologisch und therapeutisch dargestellt. Pest und Leipzig, 1836

Levele Rumyhoz 1835. (a m. tudom. akadémia levéltárában)
Arcképei: rézmetszet, rajzolta Kärgling 1817, metszette Richter, kőnyomat Liedertől 1825 és a «Porträten-Gallerie berühmter Aerzte und Naturforscher des österr. Kaiserthums.» Wien, 1828. cz. műben a 26. sz. alatt és az Orvosi Tár I. 1831. mellékl.